# Addio mia concubina
Addio mia concubina (cinese semplificato: 霸王别姬, cinese tradizionale: 霸王別姬, pinyin: Bàwáng Bié Jī) è un film drammatico storico cinese del 1993 diretto da Chen Kaige, tratto dall'omonimo romanzo di Lilian Lee, e vincitore della Palma d'oro per il miglior film al 46º Festival di Cannes e candidato all'Oscar al miglior film straniero. Il film è ambientato nella politicamente tumultuosa Cina del XX secolo, dai primi giorni della Repubblica Cinese all'indomani della Rivoluzione Culturale. Il film racconta le relazioni travagliate tra due amici di una vita, gli attori dell'opera di Pechino Cheng Dieyi (Cheung) e Duan Xiaolou (Zhang), e la moglie di Xiaolou, Juxian (Gong).
Il titolo del film proviene dall'opera Addio, mia concubina, rappresentata come mise en abyme nel film  stesso, che appartiene alla drammaturgia classica cinese di cui costituisce uno dei testi più conosciuti e significativi: mentre tradizionalmente le trame venivano tramandate oralmente e spesso rimaneggiati a soggetto, fu un famoso attore di ruolo dan dell'Opera di Pechino, Mei Lanfang (1894-1961), a firmare il dramma nella sua forma originale.

## Trama
La storia inizia nel 1924, quando Douzi, bambino figlio di una prostituta, viene lasciato dalla madre alla scuola di recitazione dell'Opera di Pechino, diretta dal maestro Guan. Qui, Douzi fa amicizia con Laizi e Shitou. L'allenamento è molto duro e severo, e Douzi viene destinato a interpretare ruoli femminili, cosa che si rivela non facile per il bambino. Douzi riesce comunque a dimostrare un grande talento nella recitazione. Questa notorietà però lo porterà a essere violentato da un vecchio signore a casa del quale si esibisce.
Shitou e Douzi crescono e diventano dei famosissimi attori dell'Opera di Pechino, recitando sempre insieme; Shitou assume il nome d'arte di Duan Xiaolou, mentre Douzi diventa Cheng Dieyi. La parte che li ha resi famosi e che interpretano è Addio mia concubina, in cui Xiaolou interpreta il re Xiang Yu, il cui esercito è stato sconfitto dalle truppe Han e che si trova ora accerchiato da queste, e Dieyi la sua concubina Yu Ji che, pur di rimanergli fedele fino all'ultimo, si uccide con la spada del suo re.
Dieyi è chiaramente innamorato di Xiaolou, ma il suo amore non gli viene corrisposto; anzi, quest'ultimo si sposa con la prostituta Juxian, scatenando una forte gelosia in Dieyi. Fra i tre personaggi si hanno quindi relazioni complesse, a volte di vicinanza, a volte di scontro, a seconda del contesto storico in cui si trovano. Devono fronteggiare prima l'arresto di Xiaolou da parte dei giapponesi, che intanto avevano invaso la Cina, in quanto si era rifiutato di recitare davanti a loro; Dieyi riesce a farlo liberare esibendosi per gli invasori.
Ripristinata la Repubblica sotto il Kuomintang, Dieyi dovrà rispondere delle accuse di tradimento proprio per quell'esibizione, accusa che porterà alla sua condanna; comunque, nel 1949 Pechino viene conquistata dal Partito Comunista Cinese (che nello stesso anno assume il potere in Cina) e Dieyi viene liberato. La relativa calma che si viene a instaurare dura poco: l'amante di Dieyi (un nobile) viene giustiziato e, inoltre, il nuovo regime è ostile rispetto alla forma d'arte interpretata dai due attori per motivi ideologici, e Dieyi viene allontanato dalla compagnia teatrale.
Ancora più drammatici sono gli avvenimenti della Grande rivoluzione culturale nel 1966, quando l'intera compagnia teatrale, compresi Dieyi e Xiaolou, vengono derisi, umiliati, torchiati e processati pubblicamente dalle Guardie Rosse; spinti l'uno contro l'altro, si tradiranno a vicenda e Xiaolou ripudierà Juxian, portandola al suicidio. L'ultima scena avviene a seguito della liberazione di Dieyi e Xiaolou nel 1976; recatisi in un teatro buio e con un solo spettatore di cui si sente solo la voce, interpreteranno per l'ultima volta Addio mia concubina. Proprio come nella storia raccontata, in un momento in cui il re-Xiaolou è distratto, la concubina-Dieyi gli sfila la spada e si uccide veramente tagliandosi la gola.

## Differenze rispetto al libro
La scena finale del film, di forte impatto emotivo, non corrisponde a quella raccontata nel libro, in cui Dieyi e Xiaolou, all'inizio degli anni '80, si ritrovano in una sauna e, immersi nella vasca, recitano Addio mia concubina per l'ultima volta (ma ovviamente senza i costumi tradizionali; Dieyi quindi non si uccide).
Altra differenze rispetto al libro sono:
- il ruolo più importante riservato a Juxian, giustificato dal fatto che a interpretarlo era stata chiamata un'attrice di primo piano come Gong Li;
- il fatto che, mentre nel libro il rapporto omosessuale tra i due attori è esplicito, nel film l'omosessualità è trattata in maniera più velata.

## Edizione italiana
L'edizione italiana è stata curata dalla Bibi.it, i dialoghi italiani e la direzione del doppiaggio sono di Gianni Galassi.

## Riconoscimenti
- 1993 - Festival di Cannes
  - Palma d'oro a Chen Kaige
  - Premio FIPRESCI a Chen Kaige
- 1994 - Premio Oscar
  - Nomination Miglior film straniero (Hong Kong)
  - Nomination Miglior fotografia a Gu Changwei
- 1994 - Golden Globe
  - Miglior film straniero (Hong Kong)
- 1994 - Premi BAFTA
  - Miglior film straniero (Hong Kong)

- 1993 - New York Film Critics Circle Awards
  - Miglior film straniero (Hong Kong)
  - Migliore attrice non protagonista a Gong Li
- 1993 - National Board of Review Awards
  - Miglior film straniero (Hong Kong)
- 1993 - Camerimage
  - Rana d'argento a Gu Chang Wei
- 1994 - Nastro d'argento
  - Nomination Regista del miglior film straniero a Chen Kaige
- 1994 - Premio César
  - Nomination Miglior film straniero (Hong Kong)